# SnRNP
snRNP (od ang. small nuclear ribonucleoproteins = małe jądrowe nukleoproteiny) – zbudowane z białek i snRNA cząstki biorące udział w splicingu.  Komponent snRNA zapewnia specyficzność kompleksu w stosunku do intronów, "rozpoznając" sekwencje zawierające sygnały splicingu na końcu 5' i końcu 3' oraz w tzw. miejscu rozgałęzienia. W połączeniu z białkami tworzą spliceosomy.
snRNP zostały odkryte przez Michaela R. Lernera i Joan A. Steitz.